# جون ليمويل بيثون
كان جون ليمويل بيثون (9 مارس 1850-27 سبتمبر 1913) طبيبًا وسياسيًا كندياً في مقاطعة نوفا سكوشا.
ولد في لوخ لوموند, نوفا سكوتيا, ابن رودريك وماري ب. بيتون, حصل بيتون على درجة الدكتوراه في الطب من جامعة دالهاوسي في عام 1875. من عام 1886 إلى 1896 ، كان عضوًا محافظاً في نوفا سكوشا في مجلس نوفا سكوشا للدائرة الانتخابية لمقاطعة فيكتوريا. تم انتخابه في مجلس العموم الكندي عن الدائرة الانتخابية في فيكتوريا في الانتخابات الفيدرالية لعام 1896. كان محافظاً, ولم يرشح نفسه في عام 1900. في عام 1881, كان نقيبًا وصاحب رواتب للكتيبة 94, ميليشيا متطوعي أرغيل هايلاندرز. في عام 1893, تمت ترقيته إلى رتبة مقدم.